# سام إم. فلمنج
سام إم. فلمنج (بالإنجليزية: Sam M. Fleming)‏ هو مصرفي أمريكي، ولد في 1908 في فرانكلين في الولايات المتحدة، وتوفي في 2000 بسبب ذات الرئة.